# Indian Palace
Série Indian Palace
Indian Palace : Suite royale
(2015)
Pour plus de détails, voir Fiche technique et Distribution.
Indian Palace ou Bienvenue au Marigold Hotel au Québec (The Best Exotic Marigold Hotel) est une comédie dramatique britannique réalisée par John Madden et sorti en 2011.
John Madden réalise lui-même la suite, Indian Palace : Suite royale (The Second Best Exotic Marigold Hotel), sortie en en 2015.

## Synopsis
Un groupe de retraités britanniques décide de séjourner dans une maison de retraite en Inde. Mais, en arrivant à destination, ils découvrent que le bâtiment n'a (presque) rien à voir avec le palace dont on leur a vanté les mérites.

## Fiche technique
- Réalisateur : John Madden
- Scénariste : Ol Parker, d'après These Foolish Things de Deborah Moggach
- Musique : Thomas Newman
- Photographie : Ben Davis
- Montage : Chris Gill
- Producteur : Graham Broadbent et Peter Czernin
- Durée : 124 min
- Pays :  Royaume-Uni
- Dates de sortie : 
  -  Italie : 30 novembre 2011 (Sorrento Incontro Internazionale del Cinema)
  -  Royaume-Uni : 24 février 2012
  -  France : 9 mai 2012

## Distribution
- Judi Dench (VF : Annie Bertin) : Evelyn Greenslade
- Bill Nighy (VF : Jean-Pol Brissart) : Douglas Ainslie
- Tom Wilkinson (VF : Philippe Catoire) : Graham Dashwood
- Maggie Smith (VF : Michelle Ernou) : Muriel Donnelly
- Celia Imrie (VF : Anne Canovas) : Madge Hardcastle
- Dev Patel (VF : Sonny Thongsamouth) : Sonny Kapoor
- Ronald Pickup (VF : Georges Claisse) : Norman Cousins
- Diana Hardcastle : Carol
- Tena Desae : Sunaina
- Lillete Dubey : Mme Kapoor
- Penelope Wilton (VF : Joëlle Brover) : Jean Ainslie

## Production
Le film a été tourné à Khempur, au Rajasthan, au Ravla Khempur (en), un hôtel équestre qui était à l'origine le palais d'un chef Charan.

## Anecdotes
- Bill Nighy et Penelope Wilton avaient déjà joué le rôle d'un couple dans la comédie horrifique Shaun of the Dead. Les deux acteurs ont également fait partie du générique de la série Doctor Who.
- Maggie Smith et Penelope Wilton sont toutes les deux au générique de la série à succès Downton Abbey.

## Distinctions
- 70e cérémonie des Golden Globes  : 
  - Golden Globe du meilleur film musical ou comédie
  - Golden Globe de la meilleure actrice dans un film musical ou une comédie pour Judi Dench